# Haag (Austria)
Haag è un comune austriaco di 5 500 abitanti nel distretto di Amstetten, in Bassa Austria; ha lo status di città (Stadtgemeinde). Nel 1938 ha inglobato il comune soppresso di Haag Stadt; è suddiviso in dodici comuni catastali (Katastralgemeinden): Edelhof, Gstetten, Haag Stadt, Heimberg, Holzleiten, Knillhof, Krottendorf, Porstenberg, Radhof, Reichhub, Salaberg e Schudutz.